# Аспен-Ор
Аспе́н-Ор (фр. Aspin-Aure, окс. Aspin) — коммуна во Франции, находится в регионе Юг — Пиренеи. Департамент — Верхние Пиренеи. Входит в состав кантона Арро. Округ коммуны — Баньер-де-Бигор.
Код INSEE коммуны — 65039.

## География
Коммуна расположена приблизительно в 680 км к югу от Парижа, в 120 км юго-западнее Тулузы, в 40 км к юго-востоку от Тарба.

## Климат
Климат умеренно-океанический с солнечной тёплой погодой и обильными осадками на протяжении практически всего года.

## Население
Население коммуны на 2010 год составляло 55 человек.
| 1962 | 1968 | 1975 | 1982 | 1990 | 1999 | 2010 |
| ---- | ---- | ---- | ---- | ---- | ---- | ---- |
| 86   | 82   | 64   | 69   | 51   | 42   | 55   |

## Администрация
| Период | Период | Фамилия         | Партия | Примечания |
| ------ | ------ | --------------- | ------ | ---------- |
| 2001   | 2014   | Жан-Пьер Фуртин |        |            |
| 2014   | 2020   | Пьер Эстрад     |        |            |

## Экономика
В 2010 году среди 28 человек трудоспособного возраста (15-64 лет) 23 были экономически активными, 5 — неактивными (показатель активности — 82,1 %, в 1999 году было 75,0 %). Из 23 активных жителей работали 21 человек (15 мужчин и 6 женщин), безработных было 2 (0 мужчин и 2 женщины). Среди 5 неактивных 3 человека были учениками или студентами, 1 — пенсионером, 1 был неактивным по другим причинам.

## Фотогалерея

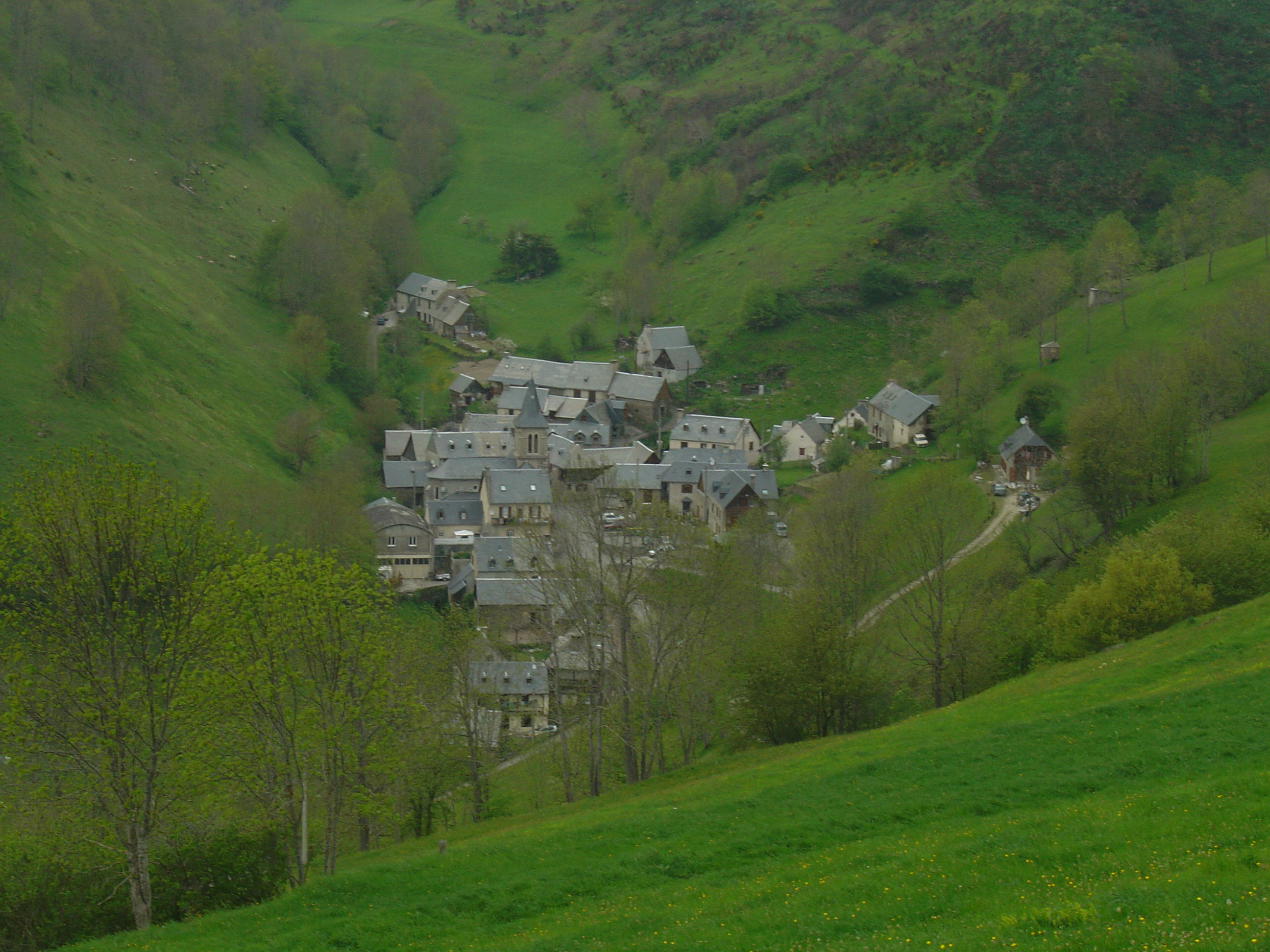
Аспен-Ор
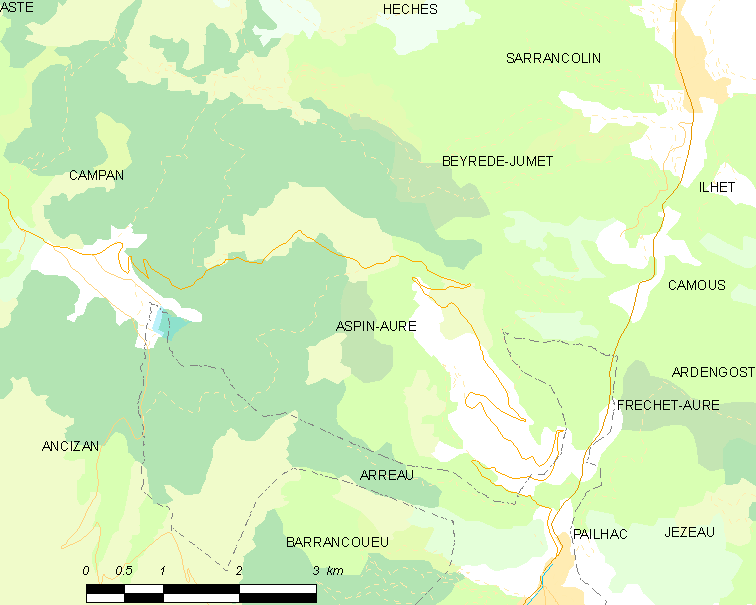
Карта коммуны